# První vláda Oldřicha Černíka
První vláda Oldřicha Černíka existovala v období od 8. dubna 1968 do 31. prosince 1968.
V návaznosti na zvolení Ludvíka Svobody prezidentem republiky a v souvislosti s volbou nového předsednictva ÚV KSČ a s projednávaným Akčním programem KSČ doporučil 4. dubna 1968 ÚV KSČ, aby vláda Jozefa Lenárta podala demisi a sestavením nové vlády pověřil prezident Oldřicha Černíka. 6. dubna bylo obojí provedeno. Nová vláda byla prezidentem jmenována v pondělí 8. dubna. Z velké části byla složena ze zastánců systémových změn. Prioritou vlády byla realizace úkolů obsažených v Akčním programu.
Po okupaci 21. srpna 1968 byli někteří členové přinuceni k odstoupení z vlády.

## Seznam členů vlády
- Předseda vlády: Oldřich Černík
- Místopředseda vlády:
  - František Hamouz
  - Peter Colotka
  - Gustáv Husák
  - Lubomír Štrougal
  - Ota Šik, do 3. 9. 1968
- Ministr zahraničních věcí:
  - Jiří Hájek, do 19.9 1968
  - Oldřich Černík, od 19. 9. 1968 pověřen řízením
- Ministr národní obrany: Martin Dzúr
- Ministr vnitra:
  - Josef Pavel, do 31. 8. 1968
  - Jan Pelnář, od 31. 8. 1968
- Ministr dopravy: František Řehák
- Ministr financí: Bohumil Sucharda
- Ministr hornictví: František Penc
- Ministr chemického průmyslu: Stanislav Rázl
- Ministr vnitřního obchodu: Oldřich Pavlovský
- Ministr zahraničního obchodu: Václav Valeš
- Ministr kultury a informací: Miroslav Galuška
- Ministr školství: Vladimír Kadlec
- Ministr těžkého průmyslu: Josef Krejčí
- Ministr spotřebního průmyslu: Božena Machačová-Dostálová
- Ministr zemědělství a výživy: Josef Borůvka
- Ministr lesního a vodního hospodářství: Július Hanus
- Ministr spravedlnosti: Bohuslav Kučera (ČSS)
- Ministr stavebnictví: Jozef Trokan
- Ministr bez portfeje: Michal Štanceľ, do 30. 4. 1968
- Ministr práce a sociálních věcí: Michal Štanceľ, od 30. 4. 1968
- Ministr - předseda Státní komise pro techniku: Miloslav Hruškovič, do 30. 4. 1968
- Ministr techniky: Miloslav Hruškovič, od 30. 4. 1968,
- Ministr zdravotnictví: Vladislav Vlček (ČSL)
- Ministr - předseda Státní plánovací komise: František Vlasák, do 30. 4. 1968
- Ministr národohospodářského plánování: František Vlasák, od 30. 4. 1968
- Ministr bez portfeje: Václav Hůla, do 30. 4. 1968
- Ministr - předseda Státního úřadu cenového: Václav Hůla, od 30. 4. 1968
- Ministr - předseda Ústřední správy energetiky: Josef Korčák